# ニトレンジピン
ニトレジンピン(英: nitrendipine)とはピリジン環を持つカルシウムチャネル拮抗薬。

## 効能
降圧作用・抗狭心症作用を持ち、高血圧症や狭心症の治療に用いられる。臨床試験では、本態性高血圧症781例中637例（81.6%）、狭心症118例中87例（73.7%）に有効であった。

## 副作用
顔面紅潮、頭痛、動悸、めまいなどが起こることがある。まれに過度の血圧低下による意識消失や肝機能障害を生じる場合がある。動物実験で催奇性や胎児死亡の報告があるため、妊婦または妊娠している可能性のある患者には投与できない。使用例がないことから、小児に対する安全性は確立されていない。

## 販売名
先発品はバイエル（日本では田辺三菱製薬より発売）の「バイロテンシン」。ジェネリック品では「ニトレナール」、「バロテイン」、「エカテリシン」などの名称で販売されている。

## 立体化学
ニトレンジピンは立体中心を含み、2つのエナンチオマー、特に2つの[アトロプ異性体]からなる。 これは、ラセミ、すなわち、（  R ） - と (S) - の1：1混合物である
| ニモジピンのエナンチオマー | ニモジピンのエナンチオマー |
| -------------------------- | -------------------------- |
| CAS-Nummer: 80890-07-9     | CAS-Nummer: 80873-62-7     |